# 악마가 너의 죽음을 알기 전에
《악마가 너의 죽음을 알기 전에》(영어: Before the Devil Knows You're Dead)는 2007년에 개봉한 미국의 범죄 스릴러 영화이다. 2011년에 사망한 감독 시드니 루멧의 마지막 작품이다.
켈리 매스터슨이 각본을 썼고, 필립 시모어 호프먼, 이선 호크, 머리사 토메이, 앨버트 피니 등이 출연했다. 이 영화의 제목은 아일랜드의 격언인 “악마가 너의 죽음을 알기 전에 30분간은 천국에서 즐겁게 지낼 수 있기를”에서 따온 것이다. 영화 방식은 일직선으로 쭉 진행되는 것이 아니라 여러 관점의 시선으로 지난 장면들을 바라보며, 총 4 차례 이전 내용으로 반복해서 돌아간다.
평론가들의 호평을 얻었고, 2007년 미국 영화 연구소가 선정한 그해 가장 영향력있는 미국 영화 중 하나로 뽑혔다.

## 줄거리
재정 문제에 시달리는 앤디는 곧 감사로 횡령 사실이 드러날 것을 알고 브라질로 도피하려 한다. 앤디는 도피 자금을 마련하기 위해 동생 행크에게 부모님의 보석 가게를 터는 계획을 제안한다. 행크는 이혼 후 양육비와 학비 때문에 돈이 필요한 상황이라 앤디의 계획에 마지못해 동참한다.
형제 사이에는 복잡한 감정들이 얽혀 있는데, 앤디는 행크가 어릴 적 부모의 사랑을 더 많이 받았다고 생각하며 질투심을 느끼고, 행크는 앤디에게 쉽게 휘둘리는 경향이 있다. 설상가상으로 행크는 앤디의 아내 지나와 불륜 관계에 있다.
앤디는 자신이 최근 동네에 자주 모습을 비춰 감시 대상이 될 수 있다고 판단해 행크에게 가게를 털 것을 지시한다. 범행 시각에 가게에는 노인 직원 한 명만 있을 것이고, 장난감 총을 쓰면 인명 피해 없이 보험금 청구에 도달할 수 있다는 것이 앤디의 계산이다. 그러나 행크는 앤디와 상의 없이 경험이 풍부한 도둑 보비를 고용하고, 보비는 진짜 총을 들고 강도 짓을 벌인다. 하필 그날 보석 가게에는 어머니 너넷이 대신 있었고, 총격 끝에 너넷과 보비 모두 죽게 된다.
경찰 수사에 불만을 품은 아버지 찰스는 직접 사건의 진실을 파헤치려 한다. 한편 보비의 처남인 덱스는 행크에게 보비의 아내 크리스 몫의 보상금을 요구하며 협박한다. 앤디는 도피 자금을 마련하고 행크의 협박 문제도 해결하기 위해 평소 단골인 마약상을 상대로 강도질을 벌이면서 마약상 뿐만 아니라 우연히 그 자리에 있던 그의 고객까지 살해하고, 돈을 주려고 만난 덱스도 충동적으로 살해한다. 크리스마저 죽일 작정인 앤디를 행크가 말리자 앤디는 총구를 행크에게 돌린다. 앤디는 행크와 지나의 관계를 알고 있음을 밝히며 분노한 채로 행크를 죽이려 하다가 크리스가 촌 쏭에 맞아 쓰러진다. 죄책감에 휩싸인 행크는 크리스를 위해 돈을 남겨두고 도망친다.
사건의 진실을 쫓다가 앤디가 범행에 연루돼 있음을 알게 되어 형제 뒤를 밟던 찰스는 병원으로 실려가는 앤디를 따라가게 된다. 병실에서 앤디는 범행을 고백하며 사과하고, 찰스는 이를 받아들이는 듯이 보인다. 그러나 찰스는 곧 앤디의 심전도 전극을 본인에게 연결하고 앤디를 베개로 질식시켜 죽인다.

## 출연진
- 필립 시모어 호프먼 - 앤드루 “앤디” 핸슨 역
- 이선 호크 - 헨리 “행크” 핸슨 역
- 앨버트 피니 - 찰스 핸슨 역
- 머리사 토메이 - 지나 핸슨 역
- 알렉사 팰러디노 - 크리스 역
- 마이클 섀넌 - 덱스 역
- 에이미 라이언 - 마사 핸슨 역
- 세라 리빙스턴 - 대니엘 핸슨 역
- 브라이언 F. 오번 - 보비 러소다 역
- 로즈메리 해리스 - 너넷 핸슨 역
- 아리아 버레이키스 - 캐서린 핸슨 역
- 리어나도 치미노 - 윌리엄 역: 장물아비.
- 리 윌코프 - 제이크 역: 앤디의 상사.
- 데이먼 겁턴 - 의사 역
- 에이드리언 마티네즈 - 안전 요원 역
- 조던 겔버 - 에이전트 역
- 어니타 스클라 - 문상객 1 역
- 조시 마워리 - 문상객 2 역
- 다이앤 브래들리 - 문상객 3 역
- 리처드 루블린 - 문상객 4 역